# Dead Rising 2
Dead Rising 2 (デッドライジング 2?, Deddo Raijingu 2) è un videogioco, seguito di Dead Rising, ed è sviluppato da Blue Castle Games e pubblicato dalla Capcom per PlayStation 3, Xbox 360 e Microsoft Windows. L'uscita del gioco è avvenuta il 24 settembre 2010 in Europa per PlayStation 3 e Xbox 360.

## Trama
La storia di Dead Rising 2 inizia esattamente il 25 settembre 2010 (si svolge in tre giorni all'interno della città di Fortune City), ovvero quattro anni dopo il primo capitolo di Dead Rising e, in parte, narrerà il seguito degli eventi del primo episodio. Infatti il protagonista del precedente capitolo, Frank West non è riuscito a fermare il virus nella città di Willamette che quindi si è dilagato nella città di Fortune City, parco divertimenti palesemente ispirato a Las Vegas. Il protagonista non sarà più Frank West, ma un nuovo personaggio, Chuck Greene, di mestiere stuntman e motociclista. Il suo mestiere è dovuto al bisogno di soldi per comprare una medicina (chiamata ZOMBREX) per sua figlia, infettata dal virus. Lo ZOMBREX, tuttavia, dura soltanto 24 ore dal momento dell'iniezione, dunque bisogna somministrarlo alla bambina più volte nel corso del gioco per fermare la sua metamorfosi in non-morta. Poco dopo aver vinto il reality show Terror is Reality, nel quale vince chi uccide più zombi, Chuck si dirige a riscuotere il premio (una cospicua somma di denaro) quando all'improvviso un'esplosione distrugge le gabbie di contenimento degli zombi, consentendone l'uscita. Da qui avrà inizio una vera e propria invasione di non-morti, che contribuirà significativamente al dilagare di una devastante epidemia. Un piccolo gruppo di sopravvissuti, fra cui Chuck e sua figlia, quindi, riesce a mettersi in salvo in un rifugio sotterraneo ben protetto, e dovrà cercare di resistere per tre giorni, ovvero fino all'arrivo dei soccorsi. Chuck verrà poi incastrato e accusato di aver causato lo scoppio di tale epidemia. Lo scopo del gioco, perciò, sarà quello di sopravvivere con tua figlia, aiutando e portando al rifugio sotterraneo i sopravvissuti che si incontrano man mano per la città, mentre nel frattempo si cerca di provare la propria innocenza indagando su chi c'è dietro l'invasione degli zombi e sul perché Chuck è stato ingiustamente accusato.
Come nel prequel, il gioco presenta sia la modalità 72 ore, che corrisponde alla storia e avventura principale, sia una modalità extra sbloccabile dopo gli eventi della prima.
In 72 ore Chuck scoprirà che dietro all'epidemia zombi scatenatasi in tutta Fortune City vi è Tyrone King, detto TK, popolare presentatore di Terror is Reality. Questi lo fa solo per soldi e approfitta del caos per forzare le casseforti della città. Dopo varie avventure Chuck impedirà la fuga del cattivo per mezzo di elicottero e lo porta al rifugio, intenzionato ad interrogarlo. Nel frattempo una squadra di soccorso militare è giunta sul posto, pronta per la disinfestazione zombi, ma verrà colta di sorpresa all'evolversi della situazione: un disgustoso gas verdastro esce dalle condutture fognarie e di aerazione, scatenando una sconosciuta reazione chimica che rende gli zombi più feroci, forti e veloci. In poco tempo la squadra militare viene sterminata. Indagando sul nuovo problema, Chuck si recherà nei tunnel della manutenzione del parco, per poter scoprire l'origine dello strano fenomeno. Lì troverà gli uomini di TK con due scienziati, intenti a pompare con un macchinario il disgustoso gas. Dopo averli battuti, Chuck scoprirà che gli scienziati sono due collaboratori della Phenotrans, l'azienda farmaceutica che produce lo ZOMBREX; tornato al rifugio, con l'aiuto dei suoi alleati scoprirà anche che l'azienda, per poter incrementare la domanda di consumo del prodotto, è l'autrice del disastro. Si rivelerà inoltre che la guardia di sicurezza a capo del rifugio, Sullivan, è in realtà un alleato della Phenotrans, diretto responsabile della tragedia. Ha allertato l'esercito di bombardare la città mentre fugge, così da assicurarsi di far tacere la cosa. Verso le fasi finali della modalità Chuck riuscirà a batterlo e a sventare in parte il proprio piano.
Nella modalità extra Chuck dovrà vedersela con TK, che è riuscito a fuggire rapendo sua figlia Katey. Dopo aver seguito alcune sue direttive per radiotrasmittente, si ritroverà ad affrontarlo nell'arena della Terror is Reality, sconfiggendolo e salvando Katey. Il resto è scritto nei finali alternativi qui sotto.

### Finali alternativi
Come nel capitolo precedente, nel gioco si sviluppano vari video con dei finali alternativi e li si ottengono a seconda degli obiettivi raggiunti dal giocatore. Qui di seguito:
- Finale S: si completano i File Cases (gli obiettivi-storia) del gioco e si somministrano tutte le dosi di ZOMBREX a Katey e si somministra lo ZOMBREX a TK. Chuck chiede di sospendere il bombardamento e ritorna al rifugio, ma lo troverà completamente vuoto. Dopo un po' di tempo la voce di TK si farà sentire attraverso una trasmittente radio e quest'ultimo lascerà intendere di essere responsabile della scomparsa di Stacey e Katey e minaccerà di ucciderle se Chuck non raccoglie alcune cose e non gliele porta alla Terror Is Reality entro mezzogiorno. Dopo ciò TK tenderà un'imboscata a Chuck e lo metterà in arena con gli zombi assieme a Stacey e Katey. Chuck allora lo affronterà e lo scaraventerà in mezzo alla folla dei morti viventi. Il lieto fine è assicurato. Il finale sfumerà se il giocatore non raccoglierà le cose richieste da TK o non lo sconfigge nell'arena, portando alla morte la donna e la bambina.
- Finale A: come sopra, si completano i File Cases del gioco e si somministrano tutte le dosi di ZOMBREX a Katey, ma nessuna a TK. Degli elicotteri vanno a prelevare i superstiti, Katey e Stacey, ma Chuck si attarderà nel raccogliere lo zaino della bambina. Nel farlo verrà messo in trappola dallo zombi di TK e da molti altri. Affiderà la bambina alle cure di Stacey e si darà alla fuga. La scritta finale affermerà che la città verrà bombardata, ma che Chuck non verrà accusato di essere il responsabile del disastro e verrà elogiato eroe. Non si saprà più nulla di lui e intanto le quote dei prezzi della Phenotrans aumentano.
- Finale B: succederà se il giocatore non riesce a sconfiggere Sullivan. Fortune City viene bombardata e il governo si giustifica come la scelta fosse l'ultima risorsa. Si registrano zero superstiti, ma non è dato sapere se è per via dell'epidemia o del bombardamento.
- Finale C: quando si fallisce un file durante un tentato procedimento di salvataggio. Mentre Chuck, Stacey, Rebecca e Katey osservano dai monitor l'arrivo dei militari, si odono degli spari. Chuck va a controllare, ma qualcuno non visto (probabilmente Sullivan) lo colpisce e gli spara. Le conseguenze saranno le stesse del finale B.
- Finale D: Chuck viene scoperto e portato via dai militari per il procedimento penale. Risultato sarà che anche l'esercito finirà vittima degli zombi mutati dal gas verde e Chuck verrà ricordato come l'unico responsabile dell'epidemia a Fortune City.
- Finale F: quando il giocatore non dà lo ZOMBREX a Katey. Chuck è distrutto dalla tragedia e, quando degli zombi irrompono nella camera di sicurezza del ricovero d'emergenza dove si è rintanato, si lascerà volontariamente divorare da loro. Anche in questo finale Chuck verrà accusato dell'epidemia.

## Modalità di gioco
Il gameplay è simile al primo episodio, con evidenti miglioramenti. Il gioco porta nuove caratteristiche e include diversi nuovi oggetti che si possono usare sia per l'attacco agli zombi che per ricaricare la salute. Come nel primo capitolo, l'area in cui si svolge il gioco è limitata.
Assente l'abilità fotografica che permette di acquisire punti di esperienza. I superstiti hanno maggiore mobilità artificiale e si renderanno utili nella lotta contro gli zombi. È stata installata la modalità cooperativa a più giocatori. Un sistema di guadagno è stata impostata per permettere al giocatore di comprare vari oggetti dai pochi mercanti sparsi per la città; tali soldi il protagonista li può possedere spaccando registratori di cassa o giocando alle slot machine nei numerosi casinò del parco divertimenti. Il giocatore è anche costretto a cercare dello ZOMBREX per curare la malattia di Katey.

### Terror is Reality
Terror is Reality è una popolare attrazione di Fortune City, creata e diretta da TK. Consiste in una macabra e bizzarra serie di giochi legati alla carneficina di zombi, gioco abbastanza criticato da vari gruppi umanitari. Il giocatore ha la possibilità di parteciparvi in una sua modalità assieme ai propri amici. Si indossano i panni di quattro anonimi personaggi, con indosso tute con casco da motociclista di diversi colori (rosso, blu, giallo, verde) e bisogna salire in testa alla classifica guadagnando punti per ogni zombi colpito. Si guadagna il doppio dei punti includendo zombi con un palloncino luminoso sopra la testa. I giochi presenti sono:
- Ball Baster: i concorrenti impugnano uno speciale cannone e devono colpire gli zombi che progressivamente appaiono da un edificio 4x4.
- Bounty Hunter: i concorrenti imbracciano dei fucili di precisione e, dall'alto dell'arena, bisogna bersagliare il maggior numero di zombi.
- Headache: bisogna infilare degli speciali copricapi (una sorta di frullatore) sulle teste degli zombi. Attraverso la pressione di un enorme pulsante, le teste degli zombi vengono frullate.
- Master Shafter: i concorrenti sono armati con una lunga asta, simile ad una lancia da giostra, e devono tentare di impalare gli zombi lanciati in aria da cannoni. Per farlo, devono sfidarsi tra loro.
- Pounds of Flesh: i concorrenti indossano caschi con ai lati enormi corna d'alce sintetiche. In un'arena a croce greca, i giocatori si stabiliscono sui bracci e, con potenti testate, devono sollevare gli zombi indirizzandoli verso il centro dell'arena, dove è posta un'enorme bilancia. Vince chi aggiunge maggiore peso.
- Ramsterball: rinchiusi dentro gigantesche palle simili a quelle dei criceti, uno dei concorrenti comincia il gioco con la propria palla illuminata, gli avversari dovranno toccarla con la propria in modo da "rubargli" questo potere, dato che solo chi possiede la sfera illuminata può fare punti sbattendo contro le colonne poste nell'arena.
- Slicecycles: visto all'inizio del videogioco. Guidando delle SlyceCycles (vedi Veicoli), i concorrenti devono trucidare il maggior numero di zombi.
- Stand Up Zomedy: i concorrenti devono vestire gli zombi con oggetti ridicoli, quali una gonna, infilzarli con un cavalluccio giocattolo e mettere cappelli a forma di vaso di fiori sulle loro teste. Chi agghinda più zombi con tutti e tre gli oggetti avrà un punteggio più alto.
- Zomboni: gli Zomboni sono speciali veicoli alla cui guida vi stanno i concorrenti. Con questi loro aspirano e macinano gli zombi e, con un tubo, lanciano getti di sangue di zombi nelle gole di buffe statue di morti viventi posti ai lati dell'arena.
- L'attrazione include anche una versione wrestling tra concorrenti e zombi, a cui partecipa Frank West in Dead Rising 2: Off the Records (vedi sotto).

## Sviluppo
Dead Rising 2 è stato annunciato il 9 febbraio 2009, confermato da tempo da diversi rumor, e da un video clip che ha confermato la sua esistenza. Gli sviluppatori Blue Castle Games lavoreranno con il produttore del gioco, Keiji Inafune, insieme ad altri membri del team del precedente Dead Rising.

## Altre versioni

### Contenuti scaricabili
Il 31 agosto 2010 la Capcom ha distribuito un gioco scaricabile per Xbox e Microsoft Dead Rising 2: Case Zero. Il giocatore veste nei panni di Chuck prima degli eventi di Dead Rising 2, bloccato momentaneamente in una cittadina di nome Still Creek. Scopo del gioco è fuggire assieme alla figlia Katey dalla città, tentando di riparare una motocicletta..
Il 15 settembre 2010 la Capcom ha distribuito Dead Rising 2: Case West, dove il giocatore vivrà un'avventura con Frank West, protagonista di Dead Rising, e Chuck Greene per raccogliere informazioni e prove sull'epidemia scatenatasi in Fortune City nei laboratori dell'azienda farmaceutica Phenotrans. L'avventura riprende dal finale A.

### Dead Rising 2: Off the Record
Al Captivate 2011, Capcom annuncia Dead Rising 2: Off the Record. Nel titolo impersoneremo Frank West, protagonista del primo capitolo, in una reinterpretazione degli eventi di Dead Rising 2.
Il gioco include una modalità Sandbox, che riprende la modalità Infinito presente in Dead Rising. Frank deve battersi con zombi, psicopatici e studenti, ma può utilizzare la macchina fotografica e giocare delle sfide sparse nel gioco.

## Personaggi
- Chuck Greene: protagonista del videogioco, ex campione di motocross. Tenterà di guadagnare dei soldi a Fortune City per comperare dello ZOMBREX a sua figlia, affetta dal virus zombi. Durante il gioco tenterà di scoprire chi è l'artefice del dilagamento dell'epidemia in città e chi lo ha incastrato facendogliene ricadere la colpa. In Dead Rising 2: Case Zero tenterà la fuga con la figlia dalla cittadina di Still Creek. In Dead Rising 2: Case West indagherà con Frank West sui piani della Phenotrans. In Dead Rising 2: Off the Record sarà uno psicopatico e prende il posto di Leon. Sembra che abbia perso Katey durante l'epidemia, ma crede che sia ancora viva attraverso una bambola; attaccherà Frank West con la sua motosega e delle molotov, e sparirà dopo lo scontro, lasciando disponibile il suo camion. Fa la sua comparsa nuovamente in Dead Rising 3
- Katey Greene: la figlia di Chuck. È stata morsa dalla madre diventata zombi in una precedente epidemia scoppiata a Las Vegas, restandone infetta. Suo padre la mantiene in vita attraverso lo ZOMBREX (un farmaco capace di fermare momentaneamente il virus) e farebbe di tutto per proteggerla. In Dead Rising 2: Off the Record si accenna ad una sua possibile morte o zombificazione, ma fa la sua comparsa, oramai adolescente, assieme al padre in Dead Rising 3
- Rebecca Chang: giornalista televisiva del canale 6 di Action News, vede nello scoppio dell'epidemia come il più grande scoop del secolo e quindi aiuterà volentieri Chuck. Quando farà dei collegamenti con l'azienda farmaceutica Phenotrans verrà uccisa da Sullivan. In Dead Rising 2: Off the Record a spararle sarà Stacey, ma resterà solamente ferita.
- Stacey Forsythe: leader del controverso gruppo CURE, che protesta contro il Terror Is Reality quale viola i diritti degli zombi e mira a rendere accessibile la fornitura dello ZOMBREX a tutta la popolazione. Inizialmente diffidente, diverrà poi alleata di Chuck. In Dead Rising 2: Off the Record è lei che lavora per la Phenotrans al posto di Sullivan; in questa versione si batterà con Frank West attraverso un gigantesco robot. Verrà schiacciata dal macchinario subito dopo lo scontro.
- Raymond Sullivan: l'antagonista secondario gioco. Sembra essere una guardia di sicurezza a Fortune City e si occupa della supervisione del rifugio dei superstiti. In realtà è un agente della Phenotrans ed è stato lui a causare l'epidemia zombi per far accrescere la domanda del farmaco. Dopo lo scontro con Chuck si aggancerà ad un Lockheed AC-130 per fuggire, ma con un trucco Chuck lo aggancia a terra e Sullivan verrà tagliato in due. In Dead Rising 2: Off the Record è un alleato, ma verrà ucciso da Stacey.
- Tyrone "TK" King: l'antagonista principale del gioco, è il presentatore di Terror Is Reality. Verrà coinvolto nei piani di Sullivan e della Phenotrans in cambio di soldi e business. Anche lui verrà infettato dal virus zombi. Combatterà alla fine contro Chuck maneggiando un grosso microfono come una mazza, ma verrà dato in pasto agli zombi. In Dead Rising 2: Case West appare come uno zombi.
- Amber e Crystal Bailey: intrattenitrici di Terror Is Reality e alleate di TK. Sono gemelle: Amber è bionda e indossa un vestito dorato, Crystal ha i capelli neri e indossa un vestito argentato. Si scontreranno con Chuck armate di katana. Indipendentemente se una delle sorelle muore nello scontro, l'altra affermerà di non poter sopravvivere senza la sua metà ed eseguirà un harakiri con un pugnale. Le katana utilizzate dalle due sorelle provengono da un altro prodotto Capcom. Sono infatti le spade gemelle Tenso utilizzate da Samanosuke Akechi, protagonista della saga Onimusha, nel terzo capitolo.
- Frank West: protagonista del prequel e ora di Dead Rising 2: Off the Record. Dopo un fugace successo, Frank tenterà di ritornare alla ribalta partecipando inizialmente al Terror is Reality. Nel gioco tenterà di scoprire l'artefice del dilagamento dell'epidemia zombi. Frank è anche un infetto, ha bisogno di continue iniezioni di ZOMBREX. In Dead Rising 2: Case West indagherà con Chuck sui piani della Phenotrans.
- Isabela Keyes: alleata di Frank nel prequel, è la creatrice dello ZOMBREX. Compare in Dead Rising 2: Case West e lavora per la Phenotrans in cerca di una cura dalla piaga degli zombi. Verrà rapita da Marian Mallon.
- Marian Mallon: antagonista principale di Dead Rising 2: Case West, è la direttrice della Phenotrans. Ha il viso deturpato ed è sulla sedia a rotelle. Ha ordito un complotto ai danni degli Americani per poter vendere lo ZOMBREX e sostiene anche di aver sviluppato una cura permanente all'epidemia. Fuggirà rapendo Isabela.

## Nemici

### Zombi e vespe
I nemici principali, nonché l'elemento primario su cui si basa la storia. La causa dell'infezione che ha dato vita all'invasione di queste mostruose creature è la comparsa di una misteriosa specie di vespe mutanti di origine ignota. Queste vespe (di dimensioni esagerate per un insetto) vagano per Fortune City e Willamette costruendo ovunque i propri nidi e assalendo gli umani uccidendoli e depositando le proprie uova all'interno dei loro cadaveri. Una volta schiuse le uova, le larve che ne fuoriescono prendono il controllo del cadavere putrefatto ed iniziano a svilupparsi al suo interno. Guidati dalle larve (e, più avanti, dalle vespe adulte) al loro interno, gli infetti appaiono guidati dal solo desiderio di muoversi e di sbranare i soggetti sani per ucciderli e/o trasmettere in loro, tramite lo scambio di fluidi corporei, le uova prodotte dalle vespe al loro interno, propagando così l'infezione. Anche i barboncini ed i pappagalli sembrano essere soggetti all'epidemia. Non è raro imbattersi anche in gruppi di larve o vespe prive di un corpo ospite, spesso guidati da una vespa regina, più grande e resistente delle normali operaie e al comando di ogni creatura infetta o membro dell'alveare nei paraggi. Uccidendo la regina, tutte le larve e le vespe nei dintorni cercheranno di avvicinarla per soccorrerla, incluse quelle all'interno di un corpo ospite, il quale morirà per i danni fisici causati dalla fuoriuscita dei parassiti. Di notte gli infetti si fanno più insistenti, forti, resistenti, veloci ed agili che di giorno, probabilmente perché larve e vespe sono indebolite dalla luce solare. Nel corso del gioco si scoprirà che uno strano gas verde di origine ignota (probabilmente prodotto dalle vespe) che imperversa per alcuni luoghi di Willamette e Fortune City li rende ancora forti, resistenti, veloci ed agili di quanto non faccia l'assenza di luce solare. Per sfuggire all'infezione bisogna assumere dello ZOMBREX, un farmaco sviluppato specificamente per combattere la terribile pandemia: se un soggetto sano sopravvive ad un attacco ma riporta ferite infette (come nel caso della figlia di Chuck), deve assumere subito dello ZOMBREX, il quale impedisce la schiusura delle uova all'interno del proprio corpo, anche se momentaneamente. Per questo le assunzioni devono essere periodiche. Nel gioco sono presenti letteralmente centinaia di migliaia di zombi umani, mentre decisamente più rari sono i barboncini ed i pappagalli zombi, le larve e le vespe (regine e non) prive di un corpo ospite e gli psicopatici, usati come boss.

### Psicopatici
Come nel prequel, anche qui gli umani tendono ad impazzire, approfittano della situazione per compiere azioni immorali o cercano di difendersi. Fungono da boss e mini-boss. Qui sotto l'elenco:
- Jed Wright: l'unico psicopatico comparso in Dead Rising 2: Case Zero. Jed è un meccanico che si diverte a cacciare zombi e infetti e li colleziona come trofei. Ha puntato gli occhi su Katey. È armato di Fucile Infilzante (vedi Armi) e usa la fiamma ossidrica della bombola del gas legata dietro la schiena solo a distanza ravvicinata. Dopo lo scontro inciamperà contro una pila di auto rottamate, delle quali una gli cadrà sulla testa, uccidendolo sul colpo.
- Antoine Thomas: è uno chef ambizioso che è impazzito allo scoppio dell'epidemia e questo lo ha spinto a cucinare piatti a base di carne umana, sostenendo di aver scoperto la ricetta perfetta. Scambierà Chuck per il critico gastronomico in attesa, ma quando questi affermerà che nessuno apprezzerà tali piatti, il cuoco si infurierà e deciderà di farne uno dei suoi ingredienti. È armato di padella, coltello da cucina e lancia piatti, e mangiando il cibo presente in cucina ripristina la propria barra della salute. Dopo lo scontro, indebolito, si poggerà sul bordo di una friggitrice, ma scivolerà in avanti, morendo ustionato e annegato nell'olio bollente.
- Theodore "Ted" Smith: è un ammaestratore di tigri e quella sotto la sua tutela, Fiocco di Neve, è la sua pupilla. Odia la gente ma ama gli animali e farebbe di tutto per cercare carne fresca per Fiocco. Ted attacca con una pistola e un'accetta da vigile del fuoco. Ted morirà supplicando alla tigre di cibarsi di lui.
- Randall "Randy" Tugman: è un ragazzo impacciato e vergine che ora ha la possibilità di sposarsi con tutte le donne che gli capitano, e se si rifiutano le uccide. Costringe suo padre a celebrarne il matrimonio (in seguito lo ucciderà senza accorgersene). Indossa un costume fetish da coniglio e armeggia un'enorme motosega rosa. Quando Chuck arriverà alla cappella di nozze dove ha luogo la cerimonia, Randy lo accusa di voler interferire nel giorno più felice della sua vita. Troppo stordito dopo lo scontro, parlerà con quella crede essere la sua sposa, ma che si rivelerà invece come quella precedente (ora trasformata in zombi), e da quest'ultima verrà divorato.
- Sergente Dwight Boykin: è un militare a capo di una spedizione di salvataggio a Fortune City, si ritroverà assieme ai suoi compagni impreparato all'attacco degli zombi potenziati dal misterioso gas verde. Impazzito alla loro vista, spara contro qualunque cosa che si muove, credendo ancora che i suoi subordinati siano vivi e vedendo altri umani come zombi. Prenderà in ostaggio Rebecca. È armato di mitragliatrice leggera e granate. Dopo la sconfitta, credendo ancora che Chuck e Rebecca siano zombi, sgancerà una granata per suicidarsi, per evitare di restarne contagiato e al tempo stesso ucciderli. Fortunatamente, i due si salvano dall'esplosione.
- Brandon Whittaker: è un esponente della CURE trovato in un bagno, impazzito durante l'epidemia. Si convincerà che Chuck è un eroe e che la gente merita di finire mangiata dagli zombi. Convinto delle nuove idee, tenterà di far zombificare una superstite. Chuck deve impedirglielo. Brandon è bravo nel nascondersi nei cubicoli del bagno ed è armato di un affilato frammento di vetro. Dopo lo scontro verrà morso dallo zombi da lui riposto in un cubicolo. Rendendosi conto di essere stato infettato, il ragazzo deciderà di farla finita sgozzandosi col frammento di vetro. In Dead Rising 2: Off the Records collabora con TK e Stacey ed è lui che ha piazzato la bomba che ha liberato gli zombi.
- Carl Schliff: è un postino che, nonostante l'epidemia, è deciso a consegnare i recapiti e i pacchi alla gente. Vedrà in Chuck come colui che ostacola il suo dovere. Usa un fucile a pompa e gli lancia dei pacchi-bomba. Quando verrà sconfitto dalla sua borsa Chuck gli prenderà lo ZOMBREX per Katey e si allontana. Carl si firma una consegna e terrà stretto tra le mani un pacco bomba, esplodendo.
- Seymour Redding: è una guardia di sicurezza arrogante ed egotista dai modi texani che soffre di un complesso di superiorità e ha visto nell'epidemia di zombi come un'opportunità per far valere la sua autorità per ottenere il rispetto che sente di meritare. Lo si vede intento ad impiccare dei superstiti da una forca di fortuna, accusandoli di aver rubato del cibo. Attaccherà Chuck con uno sfollagente, un lazo e una rivoltella. Tentando di fuggire, si arrampicherà su uno dei palchi, ma perderà l'equilibrio finendo su un banco da lavoro, precisamente su una sega circolare attiva.
- Reed Wallbeck e Roger Withers: sono due noti illusionisti che sono impazziti allo scoppio dell'epidemia. Reed è egocentrico e autoritario mentre Roger è remissivo e servizievole. Cercano dei "volontari" per il trucco della Death Saw di David Copperfield che però ha delle conseguenze pericolose. I due, sentendo l'obiezione di Chuck sul fatto che non fosse un trucco, si sentono offesi e lo attaccano. Roger è armato con due spade da mago e Reed presenta una variante del Lanciarazzi (vedi Armi). Dopo la sconfitta, Roger approfitta del momento per pugnalare Reed, visto che da quest'ultimo veniva trattato come una mediocrità.
- Cacciatori: Big Earl Flaherty, Deetz Hartman, Derrick Duggan e Johnny James sono 4 nazionalisti estremisti e radicali che vogliono punire i responsabili della distruzione del paese, che per loro sarebbero tutti i superstiti presenti in città. Si sono appostati sui tetti e puntano contro le loro vittime dei fucili di precisione. Chuck dovrebbe salire su ogni tetto per neutralizzarli. A distanza ravvicinata tireranno fuori altre armi, Big Earl e Derrick dei machete, Deetz e Johnny dei pugnali da caccia.
- Leon Bell: uno dei concorrenti della Terror Is Reality, Leon era un fan di Chuck, ma ora lo sfida nuovamente ad un altro gioco di morte, coinvolgendo zombi e, possibilmente, qualche incauto umano. Guida una moto sega. Dopo lo scontro si aprirà un buco nel serbatoio facendo fuoriuscire della benzina, ma Leon sembra non accorgersene. Quando sterzerà e girerà su sé stesso, striscerà una delle motoseghe sul terreno, provocando delle scintille che incendieranno la benzina, compresi la moto e Leon. Il motociclista morirà tra le fiamme con indifferenza, sfidando ancora Chuck, sostenendo che non riuscirà mai a batterlo. Dopo la sua sconfitta si renderà disponibile il suo camion personale, per la modificazione dei veicoli (vedi sotto). In Dead Rising 2: Off the Records verrà sostituito da Chuck.
- Bibi Love: ex artista dello spettacolo, è decisa a voler ritornare al suo show nonostante l'epidemia. Minaccia degli ostaggi con una bomba che attiverà con un comando a distanza. Chuck dovrebbe collaborare con lei per liberarli, aiutandola a cercare pubblico (attirando zombi con dei petardi davanti al palco) e attivando gli effetti speciali e le luci. Dopo lo spettacolo libererà gli ostaggi e si getterà tra le braccia dei suoi fan-zombi, ma improvvisamente comprenderà la gravità della situazione. Spetterà al giocatore se salvarla o meno. Se ci si rifiuta di aiutarla fin dall'inizio, attaccando lei o gli ostaggi o fallendo nella sistemazione degli effetti di scena, Bibi farà esplodere le bombe, uccidendosi con gli ostaggi.
- Brent Ernst: ragazzo ingenuo, fa la mascotte ad un negozio di abbigliamento bambini, Slappy. È innamorato perso di una mascotte femminile, Louise Jameson, morta durante l'epidemia e sembra credere di essere egli stesso Slappy in persona. Riconosce in Chuck come il responsabile della tragedia. Si muoverà su pattini a rotelle ed è armato di Lanciafiamme e Sputafuoco (entrambe in Armi). Morirà parlando al cadavere di Louise, affermando che staranno insieme e che vivranno per sempre.
- Mark Bradson e Pearce Stephens: due scienziati e ricercatori genetici della Phenotrans, si occupano di pompare lo speciale gas verdastro che potenzia gli zombi. Chuck li scopre e li elimina. Attaccano con pistole.
- Fiocco di Neve: la tigre addomesticata di Ted Smith. Il suo padrone vuole offrire Chuck come pasto. Attacca con denti e artigli. Il giocatore può decidere se ucciderla o addomesticarla. Se sceglie la seconda opzione, dovrebbe offrirgli delle bistecche crude. Soddisfatta, l'animale seguirà Chuck fino al rifugio, divenendo un regalo per Katey.
- Harjit Singh: nemico visto in Dead Rising 2: Case West. Si tratta di un enorme e muscoloso indiano, capo della sicurezza del centro della Phenotrans e guardia del corpo personale di Marian Mallon. Attacca con due martelli da impatto, uno per braccio, è molto forte, resistente ed è affiancato da guardie della sicurezza, gestori di zombi e unità di rischio. Ferito, infrangerà un enorme tubo di vetro pieno di vespe regine, che lo pungeranno a morte.
- Evan MacIntyre: è un pagliaccio affetto da nanismo che lavora come gelataio. Compare solo in Dead Rising 2: Off the Record. Nonostante l'epidemia continuerà a vendere gelati. Riconosce in Frank come l'assassino di suo fratello, il pagliaccio Adam MacIntyre, visto nel prequel. Ovviamente vuole vendicarsi. Evan è il più assurdo dei nemici: attacca con dei trampoli, una variante del Cannone palla di neve, granate di azoto liquido e, quando viene disarmato, attacca Frank a mani nude. Tenterà di recuperare alcune granate dal tettuccio del suo camioncino personale, ma una di esse cade e gli esplode in faccia, spruzzandolo d'azoto liquido. Il risultato sarà che Evan resterà congelato e Frank lo spinge, mandandolo in pezzi.

### Altri nemici
- Mercenari e Scagnozzi: uomini al soldo di TK. I mercenari usano fucili mitragliatori e indossano tute da lavoro, gli scagnozzi sono vestiti da guardie del corpo e picchiano con dei tubi di piombo.
- Saccheggiatori: gruppi di ragazzi bendati che approfittano del caos per derubare nei negozi, attaccano con tomahawk, piedi di porco, torce elettriche e bombolette spray. A volte Chuck è costretto a commerciare con loro per potersi guadagnare delle armi e soprattutto lo ZOMBREX attraverso i negozi di pegni (Pawn Shops) sparsi nella mappa.
- Guardie di sicurezza: in Dead Rising 2: Case West sono uomini che proteggono la struttura della Phenotrans, attaccano con fucili mitragliatori e granate flash.
- Addestratori di zombi: in Dead Rising 2: Case West sono persone che si occupano degli zombi, attirandoli nei vari laboratori presenti alla Phenotrans. Indossano delle tute con casco e attaccano con bastoni taser.
- Unità di rischio: in Dead Rising 2: Case West sono guardie della sicurezza specializzate, indossano delle tute con casco e sono armate di martelli da impatto.

## Oggetti

### Armi
È indispensabile trovare delle armi nella lotta contro gli zombi. Come nel prequel, molte delle armi presenti nel gioco e nelle sue espansioni sono improprie (martelli, mazze da baseball ecc.), molte delle quali addirittura assurde. Il giocatore sarà anche capace di sollevare oggetti di enormi dimensioni, come tavoli e panchine, e lanciarli contro i morti viventi. Utilizzandole continuamente si possono rompere o finiscono le munizioni, perciò il giocatore è costretto costantemente a cambiare arma. Novità del gioco è la possibilità di costruire delle armi combo combinando vari oggetti fra loro. Crescendo di livello, salvando le varie missioni o cercando vari poster che le rappresentino sparsi per Fortune City, si otterranno le carte combo, le quali faranno guadagnare più punti esperienza utilizzando l'arma. Qui di seguito la lista completa delle armi combo:

#### Dead Rising 2
- Megafono ad aria (Air Horn): una bomboletta spray con un cono stradale. Assorda uno zombi e gli fa esplodere la testa.
- Trivella (Auger): si tratta del motore di un trapano con un forcone girevole, utile per impalare.
- Cappello da Birra (Beer Hat): un casco da lavoro con due bottiglie di birra. Ripristina la salute del giocatore e gli fa guadagnare punti esperienza. L'uso prolungato provoca il vomito.
- Arco Esplosivo (Blambow): un semplice arco che scaglia frecce dotate di candelotti di dinamite.
- Blazing Aces: combinando una torcia di bambù in stile hawaiano e una racchetta da tennis, il giocatore può effettuare dei servizi con paline da tennis infuocate.
- Blitzkrieg: è la combinazione di una Sedia Elettrica (vedi sotto) e tre LMG o fucili d'assalto Merc. Il giocatore si fa trasportare da essa, crivellando contemporaneamente file di zombi.
- Fucile Infilzante (Boomstick): combinazione di un forcone e una doppietta. È l'arma usata da Jed Wright in Dead Rising 2: Case Zero.
- Teschio Igneo (Burning Skull): teschio di un toro unto con olio per motori, in seguito incendiato. Il giocatore se lo mette in testa e incorna gli zombi.
- Abbattitore (Defiler): combinazione di un martello da fabbro e due asce antincendio.
- Trapanatore (Drill Bucket): un secchio con tre trapani attaccati sul fondo esterno, con le punte rivolte all'interno. Lo si mette in testa ad uno zombi e i trapani gli spappolano il cervello.
- Perforatore (Driller): un trapano con la punta di una lancia da applicarselo al polso.
- Carne Esplosiva (Dynameat): una mano amputata di una vittima, reggente un candelotto di dinamite. Attira iresistiblmente gruppi di zombi, con conseguenze esplosive.
- Sedia elettrica (Electric Chair): una sedia a rotelle con una batteria per auto fissata allo schienale, in grado di elettrizzare gli zombi.
- Rastrello Elettrico (Electric Rake): un rastrello collegato ad una batteria per auto.
- Dissanguatore (Exsanguinator): un aspirapolvere dotato sul fondo di una serie di seghe circolari, utile per ridurre gli zombi in mille pezzettini.
- Sputafuoco (Fire Spitter): pistola giocattolo che, combinata con una torcia di bambù, spara pallini rimbalzanti infuocati. Usata da Brent Ernst.
- Lanciafiamme (Flamethrower): una pistola ad acqua collegata ad una tanica di benzina. Brent Ernst ne utilizza due.
- Guanti infiammati (Flaming Gloves): guanti da boxe intrisi di olio per motori e accesi.
- Lucertola Fontana (Fountain Lizard): una maschera da lucertola con la bocca piena di fuochi d'artificio. Lo si mette addosso ad uno zombi e ne attira altri con suoni e luci, distraendoli.
- Orso libertà (Freedom Bear): un enorme orso di peluche dotato di LMG. Ha la funzione di palo, spara a qualunque zombi nel suo raggio d'azione. Il suo aspetto è un riferimento a Rambo.
- Bomba Congelante (Freezer Bomb): tre estintori con due candelotti di dinamite in mezzo. Lanciandolo in mezzo ad un gruppo di zombi questi si congeleranno momentaneamente.
- Soffiagemme (Gem Blower): un soffiatore di foglie che spara gemme preziose.
- Palla di Maradona (Hail Mary): un potente esplosivo da lancio, costituito da un pallone da football americano e quattro granate.
- Tagliatutto (Handy Chipper): combinazione tra una sedia a rotelle e un tosaerba. Tritura gli zombi che finiscono su di essa.
- Elilama (Heliblade): un elicottero giocattolo dotato di due machete sulle pale. Lo si lascia librare e ruotare all'altezza della testa e con un piccolo allarme attira gli zombi, decapitandoli.
- Armi Sacre (Holy Arms): una spada e uno scudo di scena ricoperti di chiodi.
- Armi Infernali (Infernal Arms): spada e scudo avvolti nelle fiamme grazie all'olio per motori.
- Ordigno esplosivo improvvisato (Improvised Explosive Device, abbreviato I.E.D.): una tanica di propano a cui sono stati aggiunti dei chiodi sulla superficie. La si può utilizzare come arma da botta oppure farla esplodere a distanza con gli stessi effetti di una bomba a frammentazione.
- Guanti con Coltello (Knife Gloves): guanti da boxe con coltelli bowie, disposti a mo' di artigli. Ciascun guanto ne presenta tre.
- Spada laser (Laser Sword): in stile Guerre stellari, composta da una torcia e delle gemme preziose. Riequipaggiandola la lama cambia colore (rosso, blu, verde, viola). Presente anche nel prequel.
- Molotov: una bottiglia di whisky piena con un quotidiano, usata come bomba incendiaria.
- Hacker (Money Hacker): si utilizzano una torcia elettrica e i componenti di un case per computer. Lo si usa come un taser contro gli zombi e obbliga le slot machine e i bancomat ad espellere più soldi di quanto farebbero se colpiti con un'altra arma.
- Motopagaia (Paddlesaw): una pagaia doppia per kayakisti dotata di due motoseghe.
- ParaOmbrellone (Parablower): un ombrello infilato in un soffiatore per foglie, serve per dare affondi.
- Lanciapiatti (Plate Launcher): una smerigliatrice angolare modificata per lanciare dei semplici piatti di ceramica che, a grande velocità, fanno a fette i morti viventi.
- Baionetta (Pole Weapon): una rozza lancia o alabarda costruita con una scopa e un machete.
- Porta Mower: un tosaerba da impugnare a mano grazie ad una intelaiatura di assi di legno. Permette di triturare uno zombi da capo a piedi.
- Chitarra Potenziata (Power Guitar): una chitarra elettrica collegata alle componenti un amplificatore. Provoca un'onda sonica intorno al giocatore, facendo crollare gli zombi che lo circondano o scoppiare la testa ai più vicini.
- Lama Automatica (Ripper): una smerigliatrice angolare dotata di una sega circolare.
- Rombo di tuono (Roaring Thunder): una maschera da goblin a cui è stata collegata una batteria per auto. Infilandola in testa a uno zombi, fulmina i suoi vicini.
- Lanciarazzi (Rocket Launcher): una serie di tubi disposti come una mitragliatrice Gatling e munita di razzi pirotecnici. Una simile arma è stata usata dal mago Reed Wallbeck.
- Cannone palla di neve (Snowball Cannon): pistola giocattolo con installato un estintore, congela gli zombi. Arma usata da Evan MacIntyre in Dead Rising 2: Off the Record.
- Tira Lance (Spear Launcher): un soffiatore che tira lance.
- Mazza chiodata (Spiked Bat): una semplice mazza da baseball a cui sono stati aggiunti dei chiodi.
- Bomba Adesiva (Sticky Bomb): si tratta di una freccetta con tre candelotti di dinamite. Il giocatore la lancia in alto e si infilza nella testa dello zombi più vicino, per poi esplodere.
- Super BFG: un BFG (Blast Frequency Gun, un'arma simile ad un fucile) potenziato con i componenti di un amplificatore acustico. Colpisce folle di zombi con le vibrazioni acustiche. Se colpisce esseri umani li fa cadere e vomitare.
- Super Affettatrice (Super Slicer): si combina una maschera da Servbot (un robot della serie di videogiochi Mega Man) con il motore e le pale di un tosaerba. Gli zombi ne restano affettati con testate e cariche.
- Guanti appuntiti (Tenderizers): combinazione di guanti per MMA e chiodi.
- Sfera Tesla (Tesla Ball): si utilizza la sfera del gioco del bingo e la si collega all'interno con delle batterie. Lanciandola, questa rotola e fulmina gli zombi nelle vicinanze.
- Co-pilota (Wingman): il giocatore può utilizzare l'Ape regina contro gli zombi. Basta darle del nettare frullato in precedenza.

#### Dead Rising 2: Case West
Le armi combo le si ottengono se Frank o Chuck salgono di livello o se le costruiscono. Da Dead Rising 2 ritroviamo Bomba Congelante, Blazing Ace, Trapanatore, Lanciafiamme, Spada Laser, Palla Maradona, Carne Esplosiva, Lanciapiatti, Pistola Palla di Neve e Lama Automatica. Le nuove armi sono:
- Impattatore (Impact Blaster): combinazione di un martello da impatto delle Unità di rischio e un BFG. Anche se entrambi i personaggi possono utilizzarlo, solo Chuck ha abbastanza forza per mettere a segno un potentissimo colpo sul pavimento, disfandosi dei nemici in breve tempo.
- Pistola Laser (Laser Gun): combinazione di una pistolampi (vedi sotto) e la spada laser. I colpi sono così potenti che gli zombi esplodono.
- Pistolampi (Lightning Gun): un particolare tipo di taser, spara lampi elettrici. Combinazione di un BFG e un pungolo elettrico.
- Mietitore (Reaper): arma creata unendo una falce e una spada katana.
- Supershock (Shocker): un defibrillatore con appiccicati due vassoi metallici. La scarica elettrica uccide lo zombi sul colpo.
- Sterilizzatore (Sterilizer): una pistola che spara tranquillanti riempiti però di sostanze chimiche. La reazione da essa scaturita fa esplodere lo zombi colpito.
- Fulminatore (Zap N' Shine): una specie di lucidatrice con quattro pungoli elettrici, carica ed elettrizza gli zombi, stordisce gli esseri umani.

#### Dead Rising 2: Off the Records
Frank potrà usufruire di tutte le armi combo presenti in Dead Rising 2 e in Dead Rising 2: Case West (tranne l'Impattatore e lo Sterilizzatore), e le renderà disponibili anche per i superstiti. Le nuove armi, esclusiva di Frank e assai strane, sono:
- Bouncing Beauty: una tanica di propano con dei fuochi artificiali intorno ad esso. Svolazza attirando zombi e poi esplode.
- Cryo Pod: un bizzarro oggetto formato da un bidone della spazzatura decorato come un'astronave aliena con quattro estintori alla base. Il giocatore infila il bidone in uno zombi e gli estintori, azionandosi, lo fanno volteggiare e ruotare. Gli zombi che capitano sotto o intorno a esso si congelano. Alla fine esplode.
- Decapitator: un boomerang con due coltelli da cucina, uno per estremità.
- Electric Crusher: il martello con due batterie per auto ai lati della testa. Ispirato al martello di Thor[14].
- Laser Eyes: una maschera da alieno con gemme preziose agli occhi. Con delle batterie riesce a emettere raggi infuocati che inceneriscono gli zombi.
- Molten Cannon: una macchina lancia-palle da tennis automatica, gira attorno a sé colpendo gli zombi circostanti. I proiettili sono stati intrisi di benzina, per permettergli di sparare palle infuocate.
- Pegasus: un cavalluccio giocattolo imbottito di fuochi artificiali. Il giocatore lo conficca in uno zombi e questo svolazzerà un pochino prima di esplodere. I zombi che gli vengono a contatto ne resteranno infiammati.
- Saw Launcher: variante della macchina lancia-palle, con seghe circolari al posto delle palline.
- Super Massagger: soffiatore di foglie caricato con massaggiatori (simili a dildo).
- Weed Tendonizer: si tratta di un decespugliatore munito di quattro coltelli da cucina. Amputa i piedi degli zombi.

### Veicoli
In Dead Rising 2 il giocatore può usufruire di mezzi di trasporto come moto e auto per sterminare interi gruppi di zombi o per trasportare vari superstiti. Si possono modificare alcune motociclette a partire dalla sconfitta di Leon (o di Chuck in Dead Rising 2: Off the Records), usufruendo del garage mobile (un camion) dello psicopatico. I veicoli servono per andare addosso agli zombi, i veicoli combo invece hanno qualche accessorio in più per sterminarli efficacemente o sono semplicemente decorate con la vernice spray. I veicoli combo visti sono:
- Fulmine Blu (Blue Thunder Motorcycle): motocicletta verniciata di blu.
- Giant Stuffed Rabbit Motorcycle: una motocicletta con attaccati parti di peluche di coniglio usati come imbottitura anti-impatto.
- Grande Americano (Great American Motorcycle): motocicletta verniciata con i colori della bandiera degli Stati Uniti d'America.
- Moto Mitragliatore (Machine Gun Motorcycle): motocicletta con montati due LMG sul manubrio.
- Macchina Verde (Mean Green Motorcycle): motocicletta verniciata di verde.
- Punitore Viola (Purple Punisher Motorcycle): motocicletta verniciata di viola.
- Moto Bazooka (Rocket Launcher Motorcycle): motocicletta con lanciamissili montato di lato.
- Moto Sega (Slicecycle): motocicletta con due motoseghe, una ad ogni estremità del manubrio. Viste all'inizio del gioco, è l'arma principale di Leon e Chuck versione psicopatico in Dead Rising 2: Off the Records.
- Moto a Rotelle (Wheelchair Motorcycle): motocicletta con attaccata di lato una sedia a rotelle, in stile sidecar. Permette di trasportare un passeggero e di farsi aiutare da quest'ultimo se armato di pistola.
- Razzo Rosso (Red Rocket Motorcycle): motocicletta verniciata di rosso.

### Vestiti
Nel gioco il personaggio può indossare parecchi tipi di vestiti, ma soltanto alcuni gli danno delle abilità speciali. Molti dei vestiti sono a scopo umoristico. Nel mese di ottobre 2010 sono stati resi disponibili dei "pacchi abilità" attraverso l'acquisto del gioco in versione XBLM, GFWL e PSN. I pacchi presentano:
- Ninja: disponibile dal 5 ottobre 2010 su XBLM e dal 2 novembre 2010 su PSN e GFWL. Si tratta di un costume da ninja e aumenta le abilità delle spade e delle armi da lancio.
- Sports Fan: disponibile dal 12 ottobre 2010 su XBLM e dal 26 novembre 2010 su PSN e GFWL. Si tratta di un abbigliamento sportivo, con l'aggiunta di mantellina, copricapo vichingo e faccia dipinta. Aumenta le abilità delle armi legate allo sport (mazze da baseball, palloni e palline eccetera), potenzia il ripristino della salute, rende Chuck fortunato nel gioco e resta perennamene in salute mentre beve alcolici.
- Soldier: disponibile dal 19 ottobre 2010 su XBLM, PSN e GFWL. Si tratta di un costume da soldato, in stile Rambo e aumenta le abilità delle armi da fuoco, raddoppiandone le munizioni e migliorandone la balistica.
- Psycho: disponibile dal 12 ottobre 2010 su XBLM, PSN e GFWL. Si tratta di un costume con vari riferimenti a serial killer psicopatici del cinema, tra cui Leatherface e Jason Voorhees. Aumenta le abilità di armi da taglio come seghe, asce, machete e altri articoli dell'orrore e rende Chuck tollerante al dolore, diminuendo i danni a lui inferti.

Indossando un capo per set si ottengono tutti i benefici più un notevole aumento della velocità con cui Chuck si sposta, attacca, ecc.

### Regali per Katey
Chuck è molto amorevole nei confronti della figlia Katey e non manca mai l'occasione di dimostrarglielo portandole dei regali durante le sue incursioni all'aperto.

## Colonna sonora
La colonna sonora del gioco è stata realizzata dall'artista Celldweller.

## Accoglienza
La rivista Play Generation lo classificò come il quarto migliore titolo d'avventura del 2010.
La stessa testata valutò il remake Off the Records dandogli un punteggio di 85/100, apprezzando il fatto che fosse divertente, discretamente longevo e che veniva venduto a un prezzo inferiore rispetto ad altri titoli del genere e come contro la sua troppa somiglianza con Dead Rising 2 come struttura, sviluppo, realizzazione tecnica e scenari, finendo per trovarlo un action game semplice e immediato, che riproponeva senza particolari modifiche tutti i pregi e tutti i difetti di Dead Rising 2.

## Sequel
È stato messo in commercio il sequel di Dead Rising 2: Case West, ovvero Dead Rising 3, un'esclusiva Xbox One uscito nel 2013; è poi uscito nel 2016 Dead Rising 4, in cui vestiamo nuovamente i panni di Frank.

## Film
Nel 2015 è stato messo in commercio Dead Rising: Watchtower, film ambientato dopo gli eventi di Dead Rising 2.